# Knock-in
Das Knock-in (auch Gen-Knock-in, engl. für ‚hineinklopfen‘) bezeichnet in der Genetik Verfahren zur gezielten Insertion eines Transgens, d. h. eines zuvor in einem Genom nicht vorhandenen Gens oder von neuen oder veränderten DNA-Sequenzen. 

## Prinzip
Die Insertion des Transgens erfolgt meistens in einen spezifischen Genlocus des Genoms von Zelllinien oder Modellorganismen wie Mäusen. Im Gegensatz zur klassischen Erzeugung gentechnisch veränderter Organismen erfolgt die Insertion sequenzspezifisch, wodurch weniger Störungen der Genexpression durch Insertion in transkriptionsaktiven Bereichen der DNS entstehen. Durch ein Gen-Knockin können Gene gezielt eingefügt oder durch gezielte Insertionen inaktiviert und anschließend durch eine Entfernung der Insertion mittels einer Rekombinase wieder aktiviert werden. Durch das Gen-Knockin können durch ein Einfügen in Promotoren auch Gene inaktiviert werden, was zur Untersuchung der Funktionen unbekannter Gene oder als Modell für Gendefekt-basierte Krankheiten verwendet wird.